# Macbeth (film 1948)
Macbeth è un film del 1948 diretto e interpretato da Orson Welles.
La pellicola è l'adattamento cinematografico dall'omonima tragedia di William Shakespeare.

## Trama

Orson Welles in una scena del film

Macbeth, fedele generale del re di Scozia e signore di Glamis, e Banquo, suo luogotenente, incontrano alla conclusione di una battaglia tre streghe che profetizzano loro il futuro: Macbeth sarà signore di Cawdor e presto re; Banquo non sarà mai re, ma sarà padre di re. Concluso l'incontro, gli emissari del re onorano Macbeth con la signoria di Cawdor, in quanto il precedente signore è decaduto sotto l'accusa di tradimento. Vedendo l'avverarsi della prima profezia e desiderosi della seconda, Macbeth e Lady Macbeth pianificano la morte di Duncan, il re di Scozia. Compiuto il delitto, Macbeth inizia il proprio regno di terrore consumato dalla colpa e dal sospetto per Banquo, presto assassinato, e per la sua dinastia, sopravvissuta e fuggita. Il tiranno sarà in seguito sconfitto dalle forze di Macduff, venuto a reclamare il trono per Malcolm, il figlio di Duncan.

## Produzione

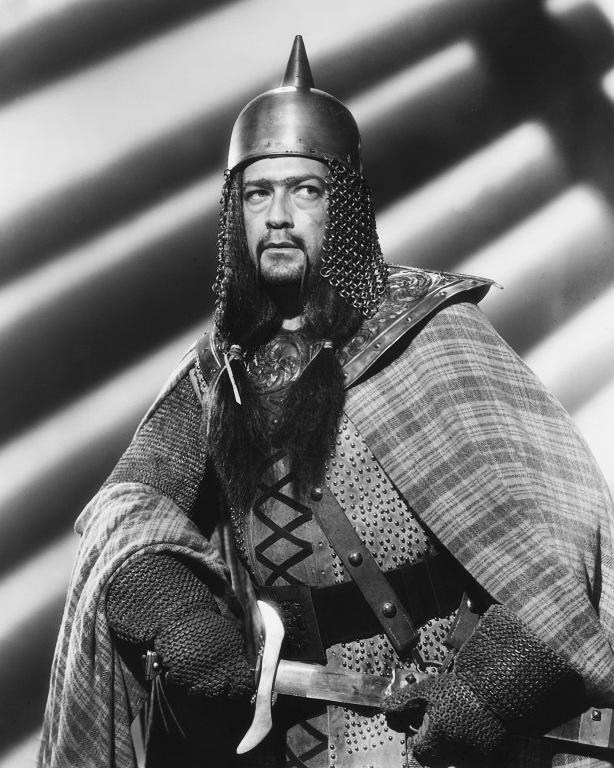
Edgar Barrier nel ruolo di Banquo (da una foto di scena)

Nel 1947 un produttore hollywoodiano minore, Herbert Yates della Republic Pictures, finanzia con una modestissima somma il progetto di Orson Welles di portare il Macbeth di Shakespeare sul grande schermo. In preparazione del film Welles mette in scena la tragedia all'University Theatre di Salt Lake City durante lo Utah Centennial Festival quasi con lo stesso cast. Lo spettacolo debutta il 28 maggio e viene replicato fino al 31 maggio. La troupe si trasferisce poi in California e continua a provare per circa due settimane. Welles decide di preregistrare un playback del film, in modo che si possa poi andare sul set e girare speditamente. Welles chiede agli attori di recitare il testo con un accento scozzese. Le riprese, interamente realizzate negli studi della Republic, durano dal 23 giugno al 17 luglio. Poco dopo Welles parte per l'Europa, dove lavora a distanza al montaggio del film, portandolo a termine soltanto dopo il suo rientro a Hollywood, nell'aprile del 1948. A settembre il film viene iscritto al concorso della Mostra del cinema di Venezia e subito dopo ritirato. Dopo la prima proiezione negli Stati Uniti, avvenuta il 1º ottobre, il produttore esecutivo della Republic, Charles K. Feldman, chiede a Welles di eliminare l'accento scozzese del playback, costringendolo a ricorrere al doppiaggio, e di ridurre la lunghezza del film di circa venti minuti, passando dalla durata originale di 102' a quella di 81' della versione distribuita.

## Home video
In Italia il film è stato distribuito su DVD:
- dalla Eagle Pictures nel 2008, contenente la versione italiana da 82 minuti e la versione UCLA da 107 minuti;
- dalla Cult Media in doppia versione, italiana accorciata (83', con introduzione didascalica, voce narrante di Gino Cervi) e integrale (113', restaurata, con ouverture musicale) nel 2015.